# Federico Bencovich

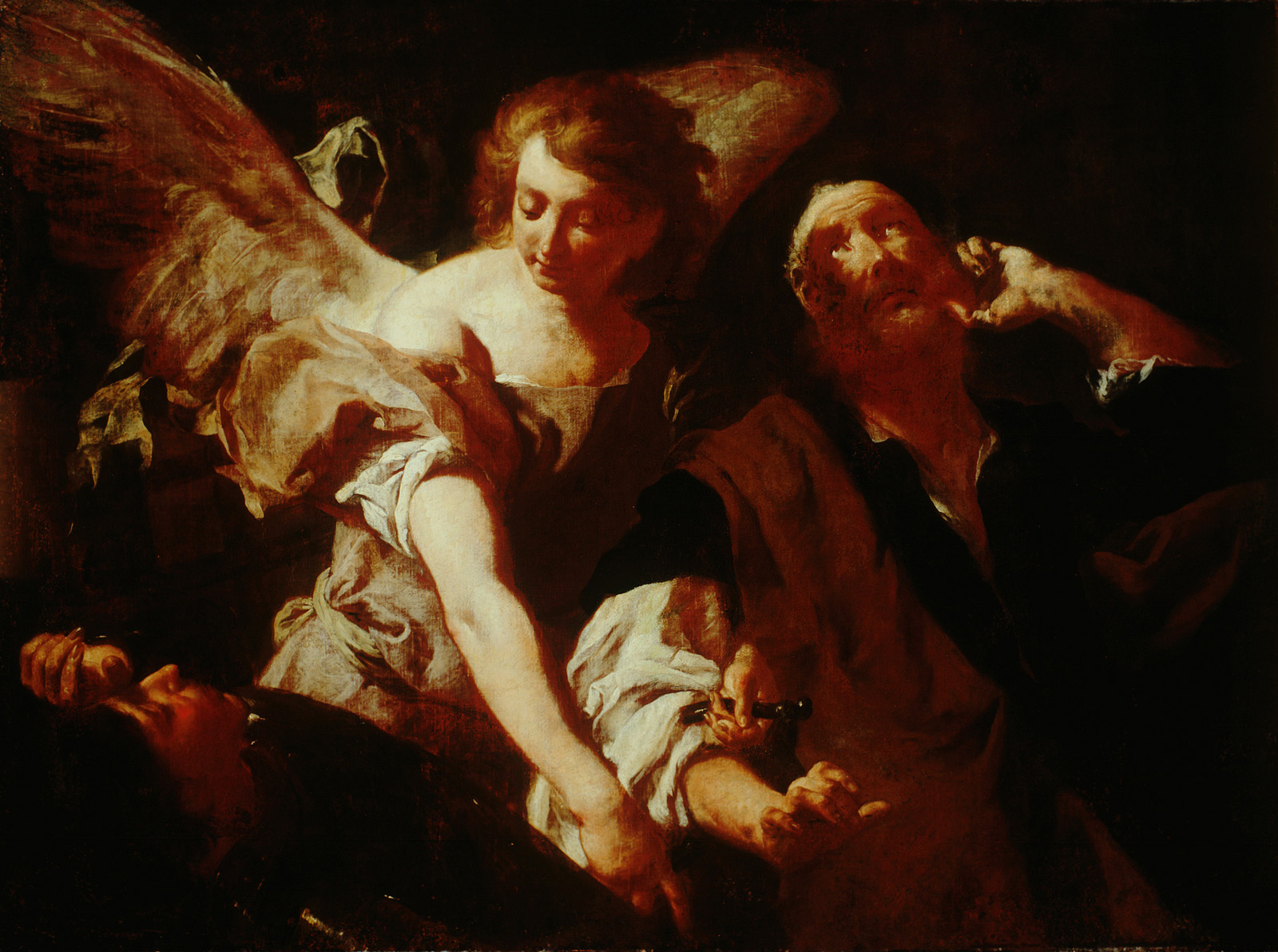
Bencovich, San Pedro liberado de la prisión

Federico Bencovich (1667-8 de julio de 1753) fue un destacado pintor barroco tardío de la Dalmacia veneciana que trabajó en Italia.  Es más conocido como Federico Bencovich o Federigo o Federighetto o Dalmatino.  En la Croacia moderna se le conoce como Federiko Benković. 

## Vida
Su nombre de nacimiento fue Federico Bencovich (ya que firmó con su propio nombre) en algún lugar de la Dalmacia veneciana. Su lugar de nacimiento exacto es desconocido, pero podría haber sido en Almissa (Omiš), Sebenico (Šibenik), la isla de Brazza (Brač), Ragusa (Dubrovnik) o, posiblemente, la propia Venecia. 
Su formación inicial tuvo lugar probablemente en Venecia, pero más tarde Bencovich fue aprendiz de Carlo Cignani en Bolonia, ayudándole en 1706 a completar los frescos de la Asunción de la Virgen en la cúpula de la catedral de Forlì. Su primer trabajo independiente, Juno en las nubes, fue pintado en 1705. También parece haber trabajado en el estudio de Giuseppe Maria Crespi. 
En 1710, Bencovich pintó el retablo de San Andrés con San Bartolomé, San Carlos Borromeo, Santa Lucía y Santa Apolonia para la iglesia de la Madonna del Piombo en Bolonia, que luego fue transferido a la iglesia parroquial de Senonches, cerca de Chartres en Francia.  Hacia 1715, estuvo al servicio del arzobispo-elector de Mainz Lothar Franz von Schönborn y completó cuatro grandes obras maestras en lienzo para la galería del Schloss Weißenstein en la ciudad de Pommersfelden: Apolo y Marsias, Agar e Ismael en el desierto, El sacrificio de Ifigenia y El sacrificio de Isaac por Abraham. 

Antes de su muerte se mudó a Gorizia, donde, después de su muerte, cayó gradualmente en el olvido. Sus pinturas solían atribuirse a Piazzetta o Cignani, entre otros.

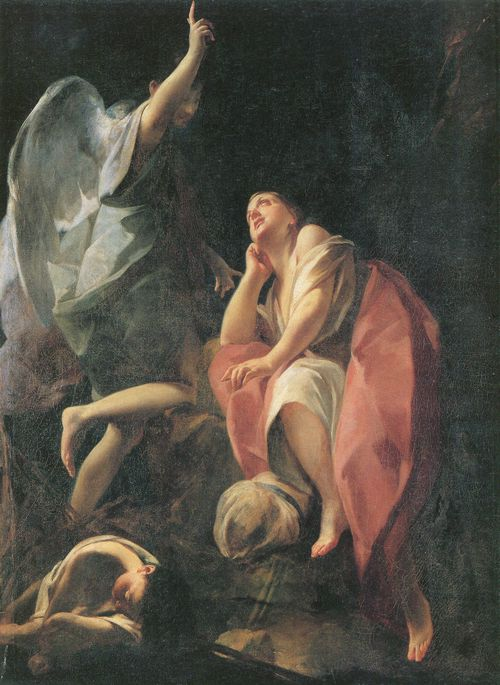
Agar e Ismael en el desierto
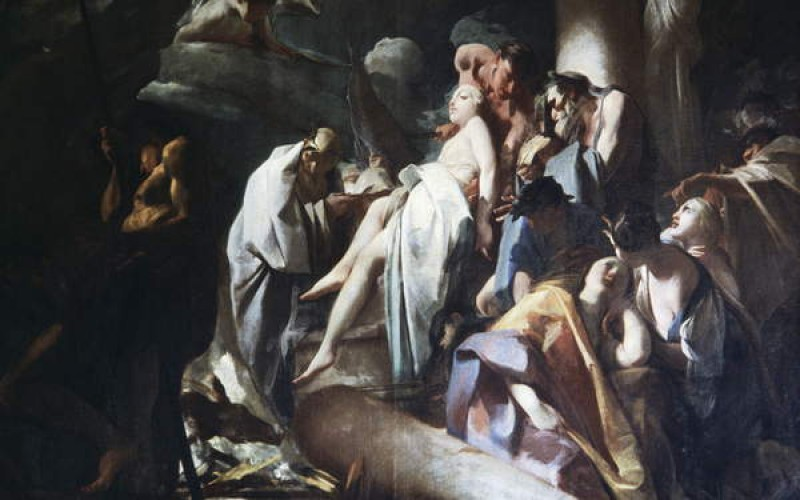
Sacrificio de Ifigenia
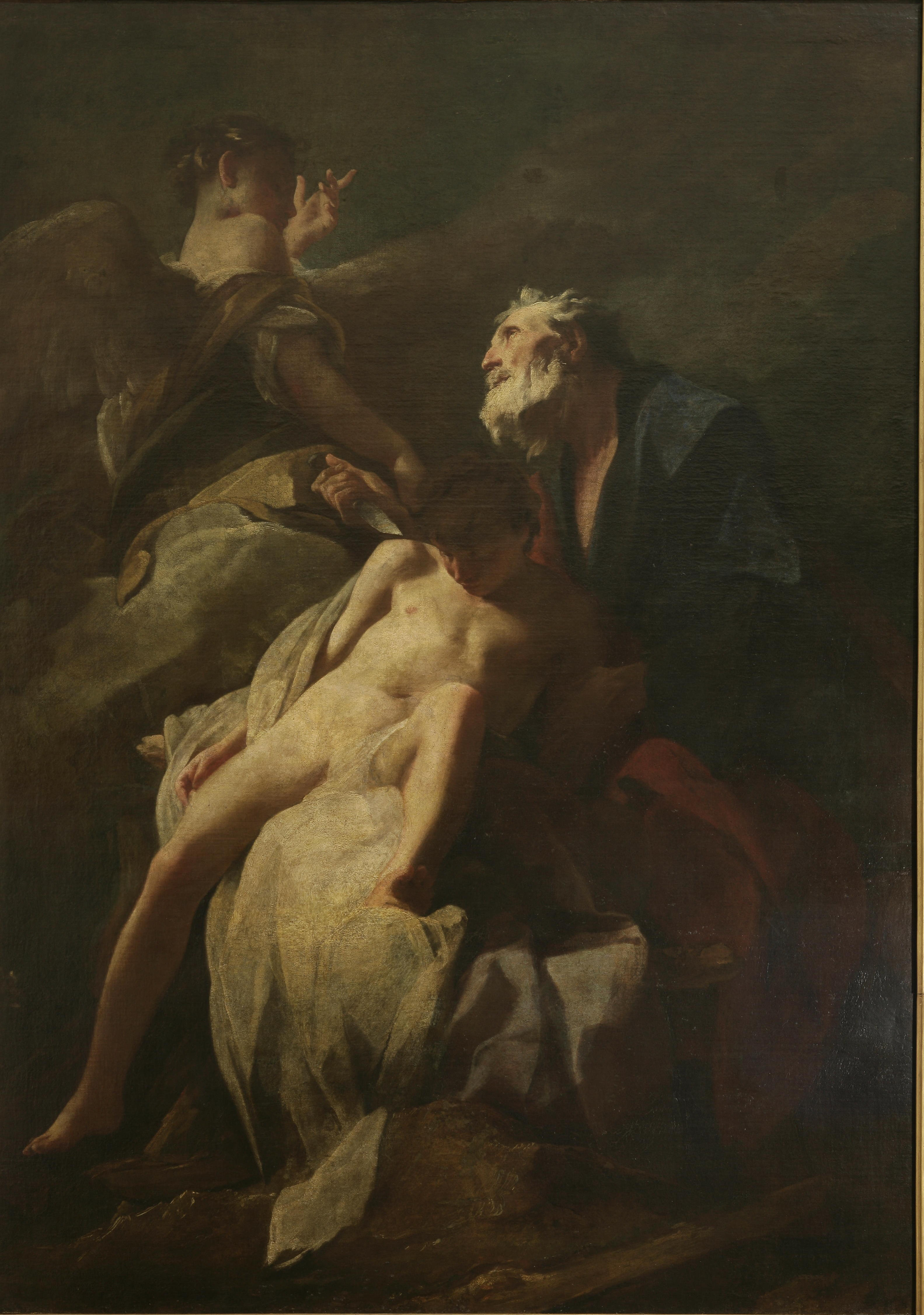
El sacrificio de Isaac por Abraham

## Análisis
Las posturas son dramáticas, a menudo torturadas, y la iluminación de sus figuras sobre fondos terrosos es la propia del tenebrismo; usa las pinceladas inacabadas y desiguales de Piazzetta y Sebastiano Ricci, pero superpone una sorprendente huella mística que a menudo es extraña a la pintura veneciana y más parecida a los pintores barrocos del norte de Italia, Alessandro Magnasco y Francesco Cairo . 
El sacrificio de Isaac por Abraham  es probablemente la pintura que desapareció del castillo de Pommersfelden a principios del siglo XIX. Hasta ese momento, la pintura fue atribuida a Piazzetta. 

## Trabajos
- Zagreb, Galería Strossmayer, Sacrifizio d'Issaco, 1720
- Forlì, Palazzo Orselli Foschi, Giunone (Juno)
- Brescia, Pinacoteca Tosio Martinengo, Madonna en trono con santi (boceto)
- Berlín, Staatliche Museen, Madonna e Santi, 1730 - 1735
- Bolonia, Pinacoteca Nazionale, Il Beato Pietro Gambacort , incisión , c. 1728
- Borgo San Giacomo, Verolanuova, Brescia, Chiesa del Castello: Deposizione, c. 1735
- Crema, Iglesia de la Santísima Trinidad: Estasi di S. Francesco da Paola, 1724
- Pommersfelden, el castillo de Weissenstein, Agar e Ismael en el desierto; El sacrificio de Ifigenia, c. 1715.
- Senonches, Francia, parroquia, Crucifixión de San Andrés y los Santos, c. 1725
- Stuttgart, Staats-Galerie, Adoración de los Magos, c. 1725
- Tomo, Feltre, parroquia, Fuga de Egipto, c. 1709
- Venecia, Iglesia de S. Sebastiano: Il beato Pietro Gambacorta, c. 1726
- Venecia, Gallerie dell'Accademia, Autoritratto , c. 1735
- Venecia, Museo Correr, Fuga en Egitto, dibujos, c. 1720
- Viena, Albertina: Huida a Egipto , Descanso en la huida en Egipto , c. 1745; Dibujos: San Francisco de Paula ; Éxtasis de San Francisco de Asís ; Muerte de san Benito